# Spirit Lake (Idaho)
Spirit Lake és una població dels Estats Units a l'estat d'Idaho. Segons el cens del 2000 tenia 1.376 habitants.

## Demografia
Segons el cens del 2000, Spirit Lake tenia 1.376 habitants, 517 habitatges, i 369 famílies. La densitat de població era de 279,6 habitants/km².
Dels 517 habitatges en un 37,9% hi vivien nens de menys de 18 anys, en un 55,7% hi vivien parelles casades, en un 10,4% dones solteres, i en un 28,6% no eren unitats familiars. En el 22,8% dels habitatges hi vivien persones soles el 7,4% de les quals corresponia a persones de 65 anys o més que vivien soles. El nombre mitjà de persones vivint en cada habitatge era de 2,66 i el nombre mitjà de persones que vivien en cada família era de 3,07.
Per edats la població es repartia de la següent manera: un 29,9% tenia menys de 18 anys, un 5,7% entre 18 i 24, un 30,1% entre 25 i 44, un 24,2% de 45 a 60 i un 10,1% 65 anys o més.
L'edat mediana era de 36 anys. Per cada 100 dones de 18 o més anys hi havia 98,8 homes.
La renda mediana per habitatge era de 28.854 $ i la renda mediana per família de 32.337 $. Els homes tenien una renda mediana de 25.875 $ mentre que les dones 18.092 $. La renda per capita de la població era de 13.592 $. Aproximadament l'11,6% de les famílies i el 16,4% de la població estaven per davall del llindar de pobresa.

## Poblacions més properes
El següent diagrama mostra les poblacions més properes.